# Stolăt
Stolăt (bulgariska: Столът) är ett distrikt i Bulgarien.   Det ligger i kommunen Obsjtina Sevlievo och regionen Gabrovo, i den centrala delen av landet, 140 km öster om huvudstaden Sofia.